# Begraafplaats van Quiévrain
De Begraafplaats van Quiévrain is een gemeentelijke begraafplaats in de Belgische gemeente Quiévrain in de provincie Henegouwen. De begraafplaats ligt aan de Place du Centenaire op 700 m ten zuidoosten van het centrum (Église Saint-Martin). Een laan van 80 m, omzoomd met haagbeuken leidt naar de toegang die bestaat uit een tweedelig traliehek tussen hardstenen zuilen. De begraafplaats heeft een onregelmatige vorm en wordt grotendeels omgeven door een bakstenen muur. Vooraan op de begraafplaats ligt een ereperk met een gedenkplaat waarop de namen van de gesneuvelde gemeentenaren staan vermeld.

## Britse oorlogsgraven
In het noordelijke deel van de begraafplaats ligt een perk met Britse gesneuvelden uit de Eerste Wereldoorlog. Het perk werd ontworpen door William Cowlishaw en heeft een langwerpige vorm met centraal aan de oostelijke rand ervan het Cross of Sacrifice. Twee stenen zitbanken waarvan een met het registerkastje staan aan de uiteinden van het perk. 

### Geschiedenis
Het Belgische Rode Kruis had hier in november 1914 een hospitaal ingericht. Later werd dit door de Duitsers overgenomen. Het Britse militair perk werd in november 1918 aangelegd en na de wapenstilstand werden nog overleden krijgsgevangenen die hier door de Duitsers waren begraven bijgezet.
De graven van 35 Canadezen en 8 Britten liggen in een rij naast elkaar begraven. Eén slachtoffer wordt herdacht met een Special Memorial omdat zijn graf niet meer gelokaliseerd kon worden. Er liggen ook twee Franse militairen. 
De graven worden onderhouden door de Commonwealth War Graves Commission en staan er geregistreerd onder Quievrain Communal Cemetery.

### Onderscheiden militairen
- kapitein Haydon Stratton Lyle en luitenant G.D. McDermid, beide van het 2nd Canadian Mounted Rifles Battalion werden onderscheiden met het Military Cross (MC).
- D. McKenzie, compagnie sergeant-majoor bij het 2nd Canadian Mounted Rifles Battalion werd onderscheiden met de Distinguished Conduct Medal en de Meritorious Service Medal (DCM, MSM).
- luitenant C. Hereron en de korporaals John James Simpson en Thomas Miller Dalgleish, alle drie van het 2nd Canadian Mounted Rifles Battalion werden onderscheiden met de Military Medal (MM).